# Babbit
Babbit je kositrna (Sn) ali svinčeva (Pb) ležajna zlitina z antimonom (Sb) in bakrom (Cu). Imenovan tu tudi bela zlitina.
Odkril jih je Isaac Babbitt leta 1839. Babbit zlitina se odlikuje z visoko odpornostjo proti obrabi.
Nekaj navadnih zlitin : 
- 90 % - kositer, 10 % - baker
- 89 % - kositer, 7 % - antimon, 4 % - baker
- 89,5 % - kositer, 9 % antimon, 1,5 % - baker
- 80 % - svinec, 15 % - antimon, 5 % - kositer